# Domingos Caetano
Domingos da Conceição Alexandre Caetano (nasceu na freguesia da Fuzeta, no concelho de Olhão, distrito de Faro, a 07 de Dezembro de 1956), conhecido artisticamente como Domingos Caetano, é um cantor Portugueses de Rock tendo sido fundador dos IRIS em 1979, sendo considerado um dos nomes maiores do rock português.

## Biografia
Domingos sonhava ser Veterinário, até que em 1975 quando o seu irmão mais velho regressa do Ultramar e traz uma guitarra o que o leva a mudar de ideias.
Fascinado pela música começa a seguir artistas locais da Fuzeta, entre eles o grupo Pop 2002, constituído por Zeca Frazão, Ludgero e Graciano.
Começou por ser um autodidata no mundo da música, até que depois ingressou no conservatório em Faro onde teve formação musical de piano e acústica.
Iniciou a sua atividade profissional a tocar em bailes, até que começou a tocar em eventos nos hotéis.
Em 1989 começou na banda Íris a trabalhar como banda privativa no Hotel Atlantis.
Em 1995 a banda gravou o primeiro disco, mais tarde Domingos criou uma escola de música na Fuseta, “onde me dedico a fazer músicos até hoje”.
Um dos seus alunos mais conhecidos é o cantor Diogo Piçarra.
As suas realizações pessoais passam por gravar discos, fazer concertos e compor temas musicais.
A sua paixão secreta é a parapsicologia e o esoterismo, já teve experiências espíritas muito complicadas.
Em 2000 venceu um tumor no cérebro.
Adora tudo no Algarve e tudo o que faz é sempre feito com muita paixão, é uma pessoa muito persistente e geralmente nunca usa a palavra “desisto”.

## Discografia
- Atualizando